# Гето
Гето је део града који настањује одређена етничка, расна, социјална или класна група, која је ту издвојена разним облицима друштвеног, економског или правног притиска. Гета су често позната по томе што су сиромашнија од других делова града. Верзије гета се појављују широм света, свака са својим именима, класификацијама и групама људи.
Термин је првобитно коришћен за Венецијански гето у Венецији, у Италији, још 1516. године, да би описао део града где је Јеврејима било одређено да живе и на тај начин су били сегрегирани од других људи. Међутим, рана друштва су можда формирала сопствене верзије исте структуре; речи које по значењу подсећају на гето појављују се на хебрејском, јидишу, италијанском, германском, старофранцуском и латинском. Током Холокауста, више од 1.000 нацистичких гета је основано за држање јеврејске популације, са циљем да се Јевреји експлоатишу и убијају као део коначног решења.
Овај термин има дубоко културно значење у Сједињеним Државама, посебно у контексту сегрегације и грађанских права; као такав, широко се користи у земљи за означавање сиромашних насеља. Такође се користи у неким европским земљама као што су Румунија и Словенија за означавање сиромашних насеља.

## Порекло речи
Реч „гето“ је први пут употребљена за опис Венецијанског гета („ghèto“), а после и за јеврејска гета у Европи. Етимолошки, ова реч потиче од италијанске речи „getto“, што значи одбацити, или грчке речи „гетонија“ (Γειτονία, насеље). Близак је италијански израз „borghetto“ за малу градску четврт.
У немачком језику се користи израз „Judengasse“ (јеврејска уличица или четврт). У Мароку се јеврејска гета називају „мела“, реч слична са махалама у којима су тзв. "турски" тј. муслимански Цигани (трговци, занатлије) живели налик средњовековним Јеврејима у западној Европи.
Данас се термин „гето“ користи и за сиромашна градска подручја, нарочито у САД. Тамо се појавио израз рурални гето, који описује заједнице изван урбаних зона, попут насеља ауто-приколица, радничких барака и индијанских резервата. Насеља мексичких имиграната се називају барио (barrios) и слична су гетима, јер су у њима концентрисане културно изоловане заједнице.

## Јеврејски гетои

### Европа
Карактер гета је варирао током времена. Термин је коришћен за подручје у јеврејској четврти, што је означавало подручје града традиционално насељеног Јеврејима у дијаспори. Јеврејске четврти, попут јеврејских гета у Европи, често су били изданци сегрегираних гета које су успоставиле околне власти. Израз на јидишу за јеврејску четврт или кварт је Di yiddishe gas, или „Јеврејска улица“. Многи европски и блискоисточни градови су некада имали историјску јеврејску четврт.
Јеврејски гетои у Европи постојали су зато што су Јевреји посматрани као аутсајдери. Као резултат тога, Јевреји су били стављени под строге прописе у многим европским градовима.

#### Европа под нацистичком окупацијом
Током Другог светског рата, нацисти су успоставили гетое да би Јевреје и Роме затворили у тесно збијена подручја градова источне Европе. Нацисти су ова подручја у документима и ознакама на својим улазима најчешће називали „Јеврејска четврт“. Ови нацистички гети понекад су се поклапали са традиционалним јеврејским гетима и јеврејским четвртима, али не увек. Хајнрих Химлер је 21. јуна 1943. издао декрет којим је наредио распуштање свих гета на Истоку и њихово претварање у нацистичке концентрационе логоре.

### Шангајски гето
Шангајски гето је био подручје од приближно једне квадратне миље (≈ 2.6 km²) у округу Хонгкоу у Шангају који су окупирали Јапанци у који је око 20.000 јеврејских избеглица пресељено према Прокламацији коју је издао Јапан о ограничењу боравка и пословању апатридима, након што су избегли из Европе под немачком окупацијом пре и током Другог светског рата.

## Сједињене Државе

### Рани гетои
Развој гета у Сједињеним Државама уско је повезан са различитим таласима имиграције и унутрашње урбане миграције. Ирски и немачки имигранти из средине 19. века били су прве етничке групе које су формирале етничке енклаве у градовима Сједињених Држава. После тога је уследио велики број имиграната из јужне и источне Европе, укључујући многе Италијане и Пољаке између 1880. и 1920. године. Већина њих је остала у својим успостављеним имигрантским заједницама, али су до друге или треће генерације многе породице могле да се преселе у боље становање у предграђима након Другог светског рата.
Ове етничке гето-области су укључивале Нижу јужну страну Менхетна у Њујорку, који је касније постао познат као претежно јеврејски, и Источни Харлем, који је некада био претежно италијански и који је постао дом велике порториканске заједнице током 1950-их. Мале Италије широм земље биле су претежно италијански гетои. Многи пољски имигранти преселили су се у делове попут Пилзена у Чикагу и Пољског брда у Питсбургу. Брајтон Бич у Бруклину је дом углавном руских и украјинских (углавном јеврејских) имиграната.

### Црначки или афроамерички гетои
Уобичајена дефиниција гета је заједница коју одликује хомогена раса или етничка припадност. Поред тога, кључна карактеристика која се развијала током постиндустријске ере и која наставља да симболизује демографију америчких гета је преваленција сиромаштва. Сиромаштво представља одвајање гета од других, субурбанизованих или приватних насеља. Висок проценат сиромаштва делимично оправдава потешкоће емиграције, која има тенденцију да репродукује ограничавајуће друштвене могућности и неједнакости у друштву.
Термин гето је уобичајено коришћен неко време, али гета су постојала много пре него што је термин скован. Урбане области у САД се често могу класификовати као „црне” или „беле”, при чему становници првенствено припадају хомогеној расној групи. Ова класификација се може пратити још од 1880. године када су Афроамериканци живели у својим суседствима. Четрдесет година након америчког покрета за грађанска права из 1950-их и 1960-их, већина Сједињених Држава остаје резиденцијално сегрегирано друштво у којем црнци и белци насељавају различита насеља значајно различитог квалитета.

## Настанак гета
Гета настају на три начина:
- Као заједнице досељеника (нарочито ако је заједница расно хомогена)
- Када већинска заједница насиљем, бојкотом или законски присили мањину да живи у одређеној зони
- Када се заједница самоизолује захваљујући својој финансијској моћи

## Гето у Србији
У Србији званично не постоји гето. Ромска насеља погрешно је сврставати у гето.
На Косову и Метохији постоје етничке групе не-Албанаца, које се не мешају у друштвени живот већинских Албанаца, али оне нису изоловане у правном смислу, нити присиљене законом да ту живе, нити им је ограничена слобода кретања. Мада се ипак многи са тим не слажу јер у пракси постоје елементи живота у гетоу.

## Списак гета
Неки од гета:
- Варшава (Пољска)
- Краков (Пољска)
- Лавов (Украјина)
- Лођ (Пољска)
- Минск (Белорусија)